# Rick & Renner
Rick & Renner é uma dupla sertaneja brasileira, formada em 1986 pelos amigos Rick Sollo (vocal) e Renner Reis (vocal). 
Em mais de 25 anos de carreira, os músicos se apresentaram para um público estimado em 225 milhões de pessoas, com uma média de 15 mil pessoas por show.

## História
Rick pegou gosto pela música através de seu pai. No início de sua carreira, teve muita dificuldade em se acertar com um parceiro e a primeira dupla que ele teve foi com sua irmã, com o nome de Sereno & Serenata. Porém, depois de algum tempo, o pai de Rick proibiu a filha de seguir carreira com o irmão pelo fato de terem que cantar em alguns lugares com frequência "barra pesada". E foi assim, passando de parceiro em parceiro até que, quando foi fazer um show em Brasília, ligou para uma casa noturna solicitando um equipamento emprestado e enquanto aguardava na linha, ouviu Renner cantando naquela casa e quis conhecê-lo. Dentro das individualidades de cada um da dupla, uma essência ímpar foi elaborada. De um lado, Rick cresceu ouvindo músicas populares cantadas por seu pai nas feiras do Tocantins e rádios sertanejas de Goiás. Na outra ponta, Renner se deliciava com os acordes e letras de Legião Urbana, Capital Inicial e Os Paralamas do Sucesso.
Em 1986, iniciaram seus trabalhos como Rick & Renner, e a partir daí, foram fazendo shows em algumas casas noturnas até que, em 1991, aconteceu a gravação do primeiro CD independente (gravado com Renner na primeira voz). Em um de seus shows, são assistidos por Zezé Di Camargo & Luciano, e estes os levam a uma gravadora, a Continental East West, gravadora que hoje pertence à multinacional Warner Music Brasil, e assim foi gravado em 1992 o primeiro álbum oficial da dupla trabalhado com uma gravadora, e esse mesmo álbum teve uma boa repercussão.
Mas o grande sucesso veio mesmo em 1998, quando lançaram a música "Ela é Demais", que ficou durante cinco meses consecutivos nas paradas de sucesso, e é considerado até hoje um dos maiores clássicos da dupla e da música sertaneja. Todos os CDs (com exceção do segundo) foram produzidos por Manoel Nenzinho Pinto, que, além de produtor, também foi empresário da dupla. Com muitos anos na estrada e uma carreira com 18 CDs e 3 DVDs, a dupla já vendeu mais de 10 milhões de discos, com uma média de 150 shows feitos por ano e ao longo do tempo foram emplacando grandes sucessos como "Ela é Demais", "Cara de Pau", "Muleca", "Fim de Semana", "Seguir em Frente", "O Amor e Eu", "Filha", "Só Pensando Em Você", "Eu Sem Você", "Nos Bares da Cidade", "Eu Mereço", "Bebedeira", "Nóis Tropica, Mas Não Cai", entre outros.

### A separação
Desde o começo de 2010, correram boatos de que a dupla poderia se separar. Isso ocorreu por vários motivos, desde o lançamento de um trabalho paralelo de Rick Sollo com seu filho Victor Henrique e também pela candidatura de Renner ao Senado por Goiás. O fim culminou nas ausências de Renner nos eventos de divulgação do trabalho ironicamente intitulado Happy End, que contou com a ilustre participação de Frejat na canção que dá nome ao álbum. A divulgação oficial da separação foi feita no dia 1 de janeiro de 2011, no último show da dupla, que aconteceu em Gaspar, Santa Catarina. Após o lançamento do 21º álbum da carreira e depois de 22 anos de parceria, separaram-se uma das duplas mais queridas da música sertaneja. Poucos dias após o anúncio do fim da dupla, Rick adotou o nome artístico Rick Sollo, assinou com a Talismã Music e lançou três novas músicas na internet. Renner também continuou no sertanejo, com o nome artístico Renner Reis, contrariando a informação de que ele se tornou um cantor gospel.

### A volta da dupla
Após quase 2 anos separados, Rick & Renner retomaram a formação em 24 de setembro de 2012, divulgando a notícia de que voltariam a se apresentar novamente juntos. E, no mesmo ano, lançaram o CD Inacreditável o Poder do Amor pela Radar Records e produzido por Rick. No dia 20 de fevereiro de 2013, aconteceu a gravação do terceiro DVD da carreira da dupla na casa de shows Via Marquês, em São Paulo. O projeto contou com as participações especiais de Eduardo Costa, Rionegro & Solimões, Léo Maia e do cantor Pablo.

### Nova separação
No dia 5 de janeiro de 2015, Rick anunciou, através do Instagram, novamente, o fim da dupla. É provável que o novo acidente de carro envolvendo Renner, que estava embriagado, tenha sido o motivo. Palavras de Rick: "Perdi as contas de quantas vezes sentei com ele para dar conselhos e consertar erros..."  Após a separação, Rick retornou à carreira solo e lançou o álbum Foi Deus, com as participações especiais de Gusttavo Lima, Daniel, Rionegro & Solimões, Chitãozinho & Xororó, Bonni & Belucco, Marciano e Padre Fábio de Melo.  Em 2017, formou uma dupla com o cantor Giovani, da então extinta dupla Gian & Giovani, chamada Rick & Giovani, com o projeto "Dois Corações", que durou até o final de 2018. Renner também formou outra dupla, em 2016, Renner & Ricardo (sobrinho de Rick) que durou apenas três meses.
Em 2017, Renner anunciou uma parceria com Rodinei da Fonseca Silva, o Rennan, com a dupla chamada Renner & Rennan, após abandonar a carreira gospel para voltar à música sertaneja,  mas a nova parceria durou até junho de 2018.

### Nova volta da dupla
Em junho de 2018, circularam boatos de que a dupla Rick & Renner poderia voltar, porém nem Rick nem Renner e nem a assessoria se pronunciaram sobre essa história, o que deixou os fãs na dúvida. Esse suspense continuou até o dia 12 de agosto de 2018, quando para a surpresa de todos, Rick e Renner anunciaram oficialmente a volta da dupla no Domingão do Faustão, e assim divulgando a Turnê Seguir em Frente, que deve durar dois anos e está percorrendo diversas cidades do Brasil. A tour tem também shows internacionais, entre eles países da Europa, Estados Unidos, Canadá, Japão, entre outros. “Reconsideramos a volta graças ao carinho que recebemos dos nossos fãs, nos apoiando nesta jornada. Com certeza será um projeto que terá muito amor envolvido e claro, comprometimento sério”, detalhou Rick. O projeto trouxe um CD com 17 faixas regravadas com os maiores sucessos de Rick & Renner e uma música inédita: "Como Assim", de autoria de Rick. Gravados com uma releitura acústica, estão os clássicos "Ela É Demais", "Nos Bares da Cidade", "Filha", "Só Pensando em Você", entre outros. “Essa aproximação fez bem para nós, pois não há mágoas. Estamos unidos e juntos. Mal posso esperar para sentir o carinho do público novamente. E cair na estrada com meu parceiro”, completa Renner. Em um primeiro momento, a volta de Rick & Renner seria um projeto com 2 anos de duração, chamado "Seguir em Frente". Este projeto é administrado pela Vibe Promoções Artísticas.

## Discografia

### Álbuns de estúdio
- 1991 - Atitudes
- 1992 - Rick & Renner
- 1994 - Rick & Renner Vol. 2
- 1995 - Rick & Renner Volume III
- 1997 - Rick & Renner Vol. 4
- 1998 - Mil Vezes Cantarei
- 1999 - Instante Mágico
- 2000 - Seguir em Frente
- 2001 - É Dez, É Cem, É Mil
- 2002 - Só Pensando Em Você
- 2003 - 10 Anos de Sucesso - Acústico
- 2004 - Só Nós Dois
- 2006 - Bom de Dança
- 2007 - Coisa de Deus
- 2008 - Passe o Tempo que Passar
- 2010 - Happy End
- 2012 - Inacreditável o Poder do Amor
- 2018 - Seguir em Frente

### Coletâneas
- 1998 - Grandes Sucessos
- 2000 - Bailão do Rick & Renner
- 2001 - Os Gigantes
- 2001 - Warner 25 Anos
- 2006 - Warner 30 Anos
- 2007 - Nova Série
- 2008 - Essencial
- 2009 - Tudo de Bom (Disco duplo)
- 2010 - Nossa História - BOX 3 CDs

### Álbuns ao vivo e DVDs
- 2003 - 10 Anos de Sucesso - Acústico
- 2005 - Rick & Renner e Você...
- 2013 - Bom de Dança - Vol. 2